# Conus laterculatus
Espèce
Statut de conservation UICN

 LC  : Préoccupation mineure
Conus laterculatus est une espèce de mollusques gastéropodes marins de la famille des Conidae.
Comme toutes les espèces du genre Conus, ces escargots sont prédateurs et venimeux. Ils sont capables de « piquer » les humains et doivent donc être manipulés avec précaution, voire pas du tout.

## Description
La taille d'une coquille adulte varie entre 33 mm et 64 mm.
La coquille est entièrement cannelée à distance, les interstices sont généralement plans, parfois finement granuleux. Les canaux sont étroits, striés longitudinalement. La spire est très élevée, acuminée, striée, parfois obscurément minusculement coronée. La couleur de la coquille est brun jaunâtre, avec des lignes longitudinales courtes et irrégulières châtain clair, et des nuages de même couleur formant trois bandes obscures interrompues. 

## Distribution
Cette espèce marine se trouve au large des Philippines, de Bornéo et du Vietnam.

### Niveau de risque d’extinction de l’espèce
Selon l'analyse de l'UICN réalisée en 2011 pour la définition du niveau de risque d'extinction, cette espèce est présente dans toutes les Philippines, à Bornéo et en Chine. Elle est présente dans les eaux profondes et est très commune dans certaines parties de son aire de répartition. Il n'y a pas de menaces connues pour cette espèce. Cette espèce est classée dans la catégorie préoccupation mineure.

## Taxinomie

### Publication originale
L'espèce Conus laterculatus a été décrite pour la première fois en 1870 par le naturaliste, illustrateur et conchyliologiste britannique George Brettingham Sowerby IFelix LorenzGeorges Richard dans « Proceedings of the Zoological Society of London »,.

### Synonymes
- Asprella laterculata (G. B. Sowerby II, 1870) · non accepté
- Conus (Phasmoconus) laterculatus G. B. Sowerby II, 1870 · appellation alternative
- Graphiconus laterculatus (G. B. Sowerby II, 1870) · non accepté
- Phasmoconus laterculatus (G. B. Sowerby II, 1870) · non accepté